# Cheikhou Dieng
Cheikhou Dieng (Thiès, 23 novembre 1993) è un calciatore senegalese, attaccante svincolato.

## Carriera

### Club
Dieng ha iniziato a giocare per i norvegesi del Sandefjord a partire dal 2012. Ha esordito in 1. divisjon il 28 aprile 2012, subentrando a Martin Torp nel pareggio per 1-1 maturato sul campo dello Strømmen. Il 1º maggio successivo ha trovato la prima rete, nel successo per 0-6 arrivato in casa del Runar, sfida valida per il primo turno del Norgesmesterskapet. Il 5 agosto ha siglato il primo gol in campionato, nella vittoria per 0-3 in trasferta sul campo del Tromsdalen.
Ha contribuito alla vittoria del campionato 2014 ed alla conseguente promozione in Eliteserien. Il 6 aprile 2015 ha pertanto debuttato nella massima divisione norvegese, schierato titolare nella vittoria per 3-1 sul Bodø/Glimt. Il 30 aprile è arrivata la prima rete, nella sconfitta interna per 1-2 contro il Viking.
Si è svincolato al termine di quella stessa annata, passando poi a parametro zero agli austriaci del St. Pölten, militanti in Erste Liga. Ha esordito in squadra il 26 febbraio 2016, schierato titolare nella vittoria per 1-2 arrivata sul campo del Liefering: ha segnato una delle reti in favore del St. Pölten. Al termine di quella stessa stagione, la squadra ha centrato la promozione in Bundesliga.
Nell'estate 2016, Dieng è stato ingaggiato dall'İstanbul Başakşehir. Ha disputato il primo incontro in squadra il 18 agosto, in occasione della sfida valida per i turni preliminari dell'Europa League: è subentrato a Cenk Ahmet Alkılıç in occasione della sconfitta interna per 1-2 contro lo Šachtar.
Il 16 agosto 2018, Dieng ha fatto ritorno in Austria per giocare nel Wacker Innsbruck, sempre con la formula del prestito.

## Statistiche

### Presenze e reti nei club
Statistiche aggiornate al 20 settembre 2018.
| Stagione          | Club              | Campionato        | Campionato | Campionato | Coppe nazionali | Coppe nazionali | Coppe nazionali | Coppe continentali | Coppe continentali | Coppe continentali | Supercoppe | Supercoppe | Supercoppe | Totale | Totale |
| Stagione          | Club              | Comp              | Pres       | Reti       | Comp            | Pres            | Reti            | Comp               | Pres               | Reti               | Comp       | Pres       | Reti       | Pres   | Reti   |
| ----------------- | ----------------- | ----------------- | ---------- | ---------- | --------------- | --------------- | --------------- | ------------------ | ------------------ | ------------------ | ---------- | ---------- | ---------- | ------ | ------ |
| 2012              | Sandefjord        | 1D                | 24         | 4          | CN              | 5               | 1               | -                  | -                  | -                  | -          | -          | -          | 29     | 5      |
| 2013              | Sandefjord        | 1D                | 26         | 3          | CN              | 3               | 1               | -                  | -                  | -                  | -          | -          | -          | 29     | 4      |
| 2014              | Sandefjord        | 1D                | 26         | 2          | CN              | 1               | 0               | -                  | -                  | -                  | -          | -          | -          | 27     | 2      |
| 2015              | Sandefjord        | ES                | 27         | 3          | CN              | 5               | 0               | -                  | -                  | -                  | -          | -          | -          | 32     | 3      |
| Totale Sandefjord | Totale Sandefjord | Totale Sandefjord | 103        | 12         |                 | 14              | 2               |                    | -                  | -                  |            | -          | -          | 117    | 14     |
| gen.-giu. 2016    | St. Pölten        | 1L                | 17         | 6          | CA              | 2               | 0               | -                  | -                  | -                  | -          | -          | -          | 19     | 6      |
| 2016-gen. 2017    | İstanbul B.B.     | SL                | 1          | 0          | CT              | 4               | 1               | UEL                | 1                  | 0                  | -          | -          | -          | 6      | 1      |
| gen.-giu. 2017    | St. Pölten        | BL                | 13         | 1          | CA              | 1               | 0               | -                  | -                  | -                  | -          | -          | -          | 14     | 1      |
| Totale St. Pölten | Totale St. Pölten | Totale St. Pölten | 30         | 7          |                 | 3               | 0               |                    | -                  | -                  |            | -          | -          | 33     | 7      |
| ago.-dic. 2017    | Ankaragücü        | 1L                | 7          | 0          | CT              | 1               | 0               | -                  | -                  | -                  | -          | -          | -          | 8      | 0      |
| gen.-giu. 2018    | Spartak Subotica  | SL                | 8          | 0          | CS              | -               | -               | -                  | -                  | -                  | -          | -          | -          | 8      | 0      |
| 2018-2019         | Wacker Innsbruck  | BL                | 4          | 0          | CA              | 0               | 0               | -                  | -                  | -                  | -          | -          | -          | 4      | 0      |
| Totale            | Totale            | Totale            | 153        | 19         |                 | 22              | 3               |                    | 1                  | 0                  |            | -          | -          | 176    | 22     |